# Eshtia
Eshtia (en georgiano: ეშტია; en armenio: Հեշտիա, romanizado: Heshtia) es un pueblo de Georgia ubicado en el sur de la región de Mesjetia-Yavajetia, siendo parte del municipio de Ninotsminda. 

## Toponimia
Otro nombre común para localidad, que según algunas fuentes georgianas es el tradicional, es Eshtoi (en georgiano: ეშტოი). 

## Geografía
Eshtia está cerca del río Paravani y de la montaña Abul, a los pies del estratovolcán homónimo.

## Historia
Después de la guerra ruso-turca (1828-1929), la migración organizada por el general ruso Paskevich y el arzobispo Karapet Bagratun, que fue permitida por la famosa paz de Adrianópolis. Eshtia pasó a pertenecer al uyezd de Ajaltsije de la gobernación de Tiflis del Imperio ruso. El pueblo estaba habitado por frangos (grupo de armenios seguidores de la Iglesia católica armenia) y armenios, cuyos antepasados se mudaron desde la actual provincia de Muş en Turquía. Según datos de 1885, en el pueblo vivían 1083 habitantes, había 125 casas, había un molino de aceite, dos escuelas y una iglesia católica armenia.

## Demografía
La evolución demográfica de Eshtia entre 1939 y 2014 fue la siguiente:
| 3630                                            | 3082 | 1691 |
| (Fuente: Population of Georgia in Soviet times) |      |      |

Según los datos del censo de 2014, los armenios suponen el 98,9% de la población local y los georgianos sólo el 1%. La mayoría de los habitantes de Eshtia son armenios católicos.

## Economía
La población del pueblo se dedica principalmente a la ganadería y la agricultura.

## Infraestructura

### Lugares de interés
Hay una casa-museo del poeta armenio Victor Hovsefian en el pueblo. También hay una iglesia católica construida en 1856 y que sigue funcionando en el pueblo.